# Peter Johannes Wijnhoven
Peter Johannes Wijnhoven (Maasbree, 2 juli 1894 – Venlo, 1 mei 1979) was een Nederlands politicus.
Hij werd geboren als zoon van Joannes Wijnhoven (1859-1951; kleermaker) en Maria Kempen (1864-1927). Aan het begin van zijn ambtelijke loopbaan was hij volontair bij de gemeente Maasbree. Na enkele jaren gewerkt te hebben als ambtenaar ter secretarie bij de gemeente Helden, keerde hij rond 1914 als eerste ambtenaar terug naar de gemeente Maasbree. In 1920 volgde hij de overleden J.S. Bruijsten op als gemeentesecretaris van Sambeek en vanaf 1936 was hij daar ook de gemeente-ontvanger. Sambeek werd 1942 opgeheven waarbij het grootste deel opging in de gemeente Boxmeer. Daarna was Wijnhoven van onder andere Beers, Veghel, Erp en Reusel (tijdelijk) waarnemend burgemeester. In augustus 1944 dook hij onder omdat hij geen arbeiders wilde aanwijzen die voor de Duitse bezetters werk moesten verrichten aan vliegveld Volkel. Van 1947 tot zijn pensionering in 1959 was Wijnhoven de burgemeester van Diessen.
Hij overleed in 1979 op 84-jarige leeftijd.